# Jean Louis Armand de Quatrefages de Bréau

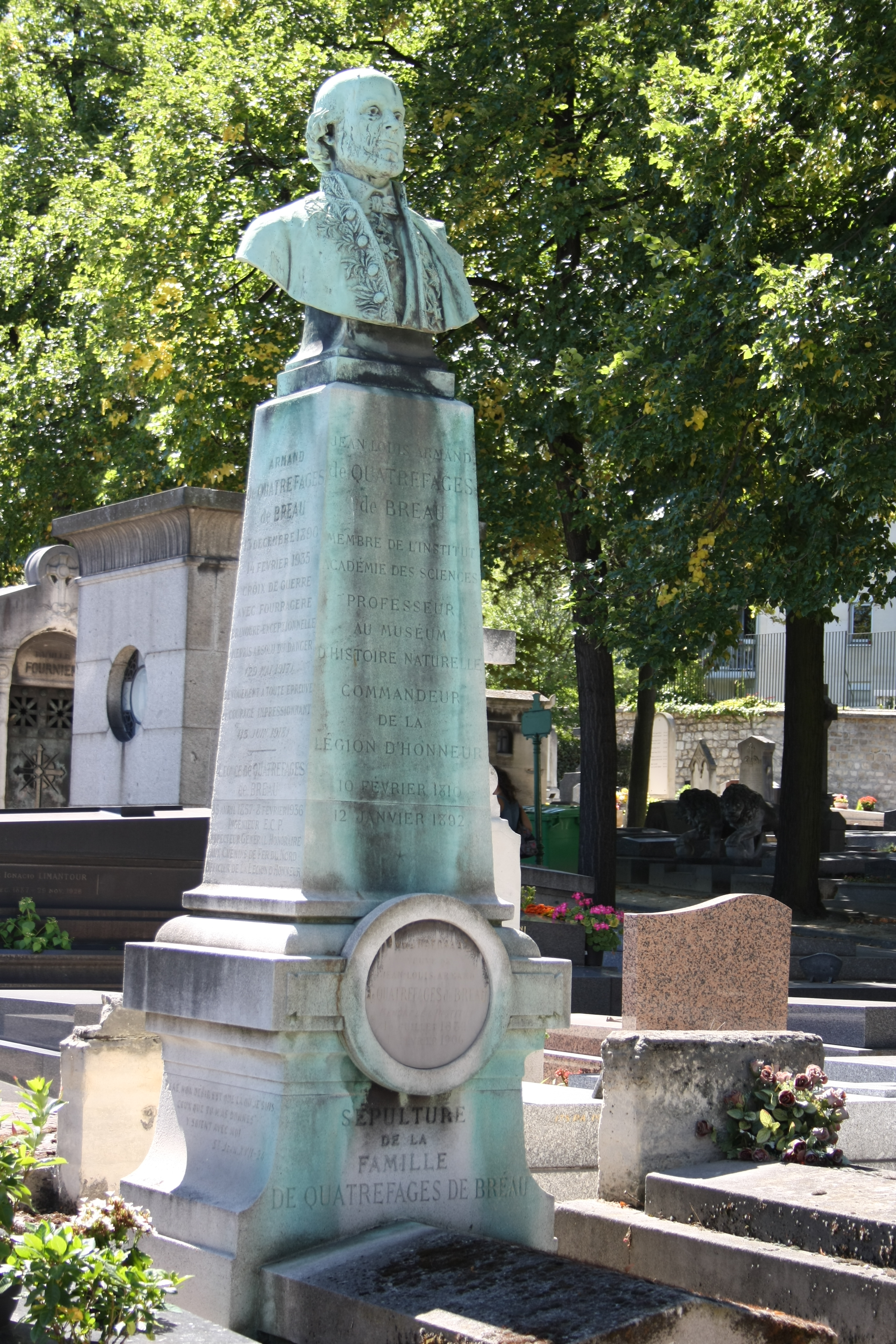
Bust de Jean Louis Armand de Quatrefages de Bréau al Cementiri de Montparnasse de París

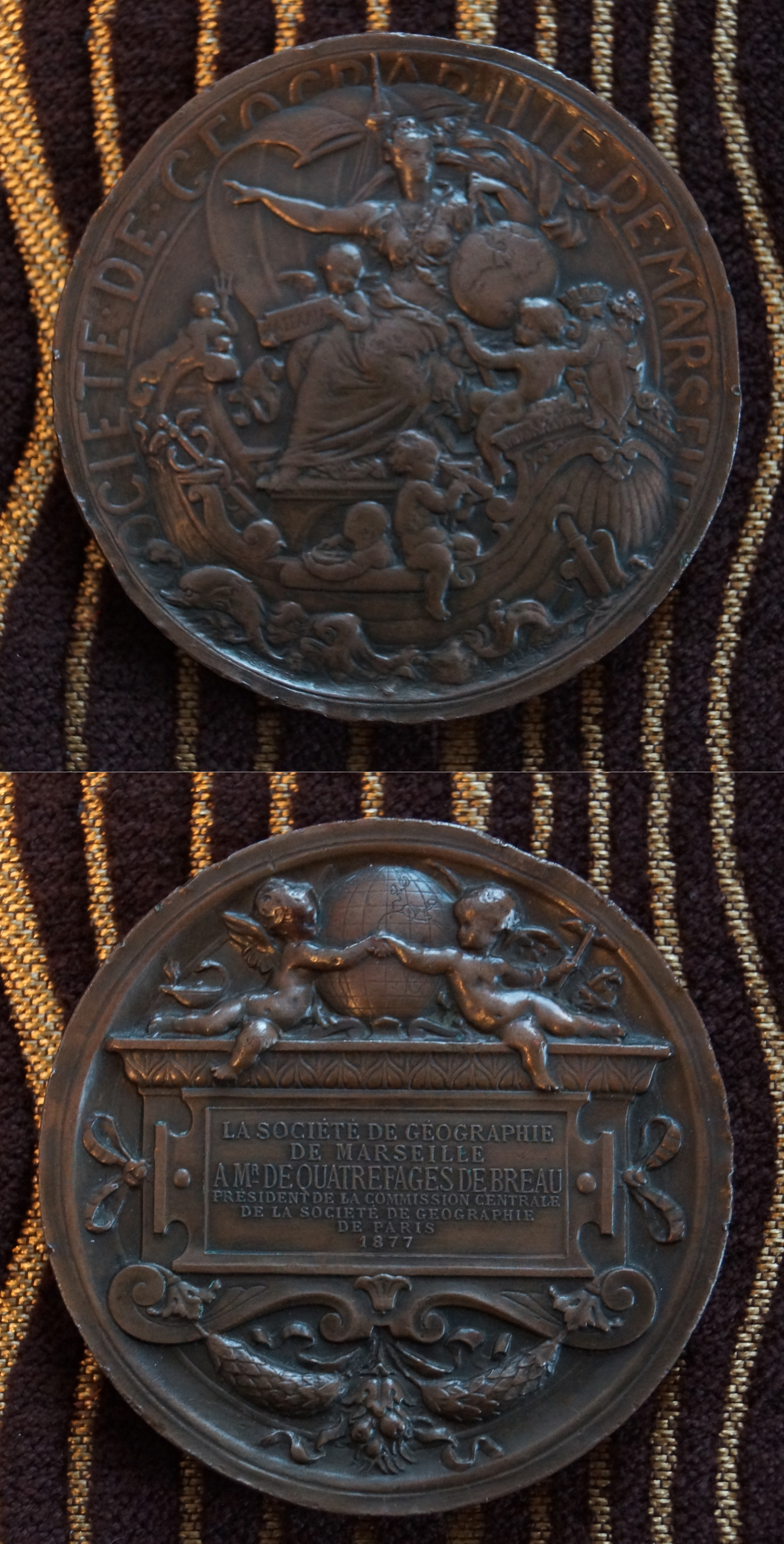
Medalla atorgada a Jean Louis Armand de Quatrefages per la Societat Geogràfica de Marsella el 1877

Jean Louis Armand de Quatrefages de Bréau (Valerauga, Gard, 10 de febrer de 1810 - París, 12 de gener de 1892) fou un biòleg, zoòleg i antropòleg francès, el qual realitzà una classificació dels fòssils humans i va elaborar una teoria antievolucionista.

## Biografia
Fill del matrimoni format per Jean-François de Quatrefages i Marguerite-Henriette-Camille de Cabanes, Quatrefages de Bréau va estudiar entre els anys 1822 i 1826 al Col·legi Reial de Tournon, destacant-se en matemàtiques i ciències exactes.
Va estudiar medicina a la Universitat d'Estrasburg i hi presentà durant els anys 1829 i 1830 dues tesis de doctorat en ciències, una de les quals tractava del moviment dels aeròlits a l'espai i de la suposició que eran impulsats per volcans lunars. Va assistir, a més, en aquest darrer any, a la mateixa facultat de medicina, a cursos de química i física. En aquesta facultat va llegir dos anys després la seua tesi de doctor en medicina sobre l'extroversió de la bufeta urinària.
El 1833 s'estableix com a metge a Tolosa de Llenguadoc i tres anys més tard fundà el Journal de médecine et de chirurgie de Toulouse. En aquest diari científic va publicar nombrosos treballs de zoologia i, encara que va ostentar el càrrec provisional per a aquesta disciplina a la Facultat de Ciències d'aquesta ciutat, va decidir el 1840 anar-se'n a París. A la capital de França, les seues inclinacions per les ciències naturals -especialment, la zoologia i la paleontologia- es van evidenciar en dues tesis més amb què va revalidar el seu doctorat en aquestes ciències, les quals tractaven sobre la dentició dels rosegadors i sobre fòssils d'aquests animals.
A partir de llavors la seua activitat científica en aquest camp fou frenètica, publicant en vint anys gairebé un centenar de treballs, els quals anava combinant amb viatges científics per França i Sicília, acompanyat d'altres dos cèlebres naturalistes: Henri Milne Edwards i Émile Blanchard. El resultat de tot això foren dos volums de Souvenirs d'un naturaliste, publicats el 1854. Per aquests mateixos anys va ensenyar a l'institut Napoléon abans d'ésser escollit membre de l'Acadèmia Francesa de les Ciències el 1852 i d'ocupar, el 1855, la Càtedra d'Antropologia i Etnografia del Museu Nacional d'Història Natural de París.
Entre els animals invertebrats que va estudiar Quatrefages es troben els anèl·lids -sobre els que va publicar el 1865 el seu Histoire naturelle des annelés marins et d'eau douce en dos volums- i els mol·luscs, especialment els gastròpodes, però també d'altres que tenien a veure amb malalties que atacaven els insectes. Alguns dels seus treballs van ésser pioners, com els que es refereixen a l'amfiox, animal sobre el qual aquest naturalista francès va realitzar anàlisis histològiques comparatives. Així mateix, va destacar la importància dels estudis embriològics per a emprendre la classificació dels organismes.
A l'igual de Milne Edwards, va creure que els organismes havien patit una degradació o degeneració (seguint en certa manera les primeres opinions de Lamarck) quant a la seua complexitat estructural, la qual cosa va veure com a resultat de la disminució de l'activitat fisiològica i de la consegüent divisió del treball d'aquestes estructures. Així, per exemple, en els mol·luscs havia desaparegut el sistema circulatori, substituït per la funció del sistema digestiu encarregat de fer circular substàncies nutritives en lloc de la sang. La teoria de Quatrefages, anomenada flebenterisme, fou molt controvertida en el seu temps, però, de mica en mica, va quedar abandonada.
Quatrefages vulgaritzà el nom antropologia a partir del 1855: quan Broca va fundar la Societat d'Antropologia de París quatre anys després, aquesta ciència va començar un desplegament sorprenent, al qual aviat es va adherir Quatrefages, conjuntament amb un altre membre de la Societat i deixeble seu al Museu, Ernest Hamy. El 1867 va escriure per a l'Exposició de París Rapport sur les progrès de l'anthropologie i el 1882, en col·laboració amb Hamy, Crania ethnica. Els cinc primers volums d'aquesta obra, a més de tractat de les races humanes fòssils, es refereixen fonamentalment a l'estudi dels melanesis i de la raça negra, mentre que el sisè (escrit quasi exclusivament per Hamy), als tasmanians i els papús.
Va defensar la unitat de l'espècie humana (monogenisme, doctrina que sosté que el gènere humà procedeix d'una sola parella) en oposició a altres antropòlegs francesos poligenistes, com Broca o Topinard. L'antropologia havia de tindre en compte per a Quatrefages no només l'estudi de les races humanes vivents sinó també les fòssils. Aquest interès es va despertar en gran manera després dels descobriments de Jacques Boucher de Crèvecoeur de Perthes de restes òssies i destrals de sílex el 1863 i d'altres restes d'homínids i instruments trobats un any més tard a l'Abric de la Madeleine (Tursac, la Dordonya), així com les de l'Home de Cromanyó trobades a la vila de Las Eisiás de Taiac. Quatrefages va intentar conformar una classificació adequada per a les branques fòssils humanes i va creure que, si més no, l'ésser humà ja existia al Terciari (com va afirmar al V Congrés Internacional d'Antropologia i Arqueologia Prehistòrica realitzat a Bolonya el 1871).
És molt possible que el monogenisme de Quatrefages fos en el fons religiós, ja que sempre va defensar la idea d'un regne humà separat del regne animal (com va fer a la seua obra L'unité de l'espèce humaine, publicada el 1861). Aquest regne a banda va tindre al principi tants seguidors com detractors, però amb el temps va ésser rebutjat pràcticament per la majoria dels antropòlegs. També va assumir una posició antievolucionista, publicant diverses obres crítiques sobre Darwin: Darwin et seus précurseurs français (1870) i Les émules de Darwin (1894). Això no obsta perquè Darwin fos citat com a autoritat científica en les obres de Quatrefages (com quan és esmentat, per exemple, en relació amb les accions dels colons europeus dutes a terme contra els amerindis). I, per la seua banda, Darwin també el va citar en L'origen de les espècies en tractar sobre la hibridació de les arnes (el va lloar com a naturalista i hi va mantindre correspondència, si bé no tenien les mateixes idees sobre l'origen de les espècies).